# 御幸村 (神奈川県)
御幸村（みゆきむら）は、1889年（明治22年）4月1日から1924年（大正13年）7月1日まで存在した神奈川県橘樹郡の村。

## 概要
神奈川県橘樹郡東部の村。現在の神奈川県川崎市幸区の東部（日吉出張所管内は日吉村）、中原区の東部にあたる。川崎駅付近のごく一部が川崎区に属する。村役場は大字戸手1021番地に置かれ、1913年（大正2年）6月、西洋館二階建に新築された。
村域の総面積は約0.84方里（約12.955km2）、世帯数は485戸、人口は約4,226人（1914年）であった。おもな産業は農業であり、米・麦のほか、果樹栽培（桃）や養蚕も行われ、多摩川沿いでは砂利採掘が行われた。

## 地理
- 川：多摩川

## 歴史

### 村名の由来
1884年（明治17年）3月19日、小向村（のちの御幸村大字小向、現在の川崎市幸区小向）の小向梅林に明治天皇が行幸（御幸）、これを記念して、5年後の1889年（明治22年）4月1日に命名した。前年の1883年（明治16年）3月11日、依田学海（1834年 - 1909年）が同梅林を訪れ、称賛する漢詩を読んだことが天皇の耳に届き、天皇御幸が実現したものとされる。

### 沿革
- 戦国時代 - 戸手の地名が見られる。
- 江戸時代 - 塚越村、古川村、戸手村、小向村、下平間村（幕府領→江戸増上寺領）、南河原村、上平間村（幕府領）、中丸子村（幕府領、旗本本郷氏知行）が成立。
- 1868年（明治元年）
  - 旧暦6月17日 - 神奈川府の管轄となる。
  - 旧暦9月21日 - 神奈川府が神奈川県に改称。
- 1874年（明治7年） - 大区小区制の施行により、南河原村が第4大区第5小区に、小倉村、塚越村、下平間村、戸手村、小向村、古川村が第4大区第6小区に、上平間村、中丸子村、市ノ坪村、今井村、鹿島田村、苅宿村が第4大区第7小区になる。
- 1889年（明治22年）4月1日 - 町村制の施行により、塚越村、古川村、戸手村、小向村、下平間村、南河原村、上平間村、中丸子村および新宿町、砂子町、堀之内村、矢向村、小杉村の飛地が合併して御幸村が成立（南河原村の飛地は川崎町の、中丸子村の飛地は中原村の一部となる）。
- 1912年（明治45年） - 多摩川を挟んで両岸に蛇行していた東京府荏原郡との境が多摩川上に設定され、荏原郡矢口村大字古市場、矢口、原、調布村大字嶺、下沼部の一部を編入。
- 1924年（大正13年）
  - 南河原の一部の区域に堀川町を起立。
  - 7月1日 - 川崎町、大師町と合併して川崎市を新設。同日御幸村廃止。
- 1964年（昭和39年） - 区画整理により、南河原の一部が駅前本町となる。
- 1972年（昭和47年）4月1日 - 川崎市が政令指定都市に指定され、旧村域の一部（上平間、中丸子、下沼部）が中原区に、駅前本町が川崎区に、残部が幸区になる。

## 行政

### 歴代村長
カッコ内は就任期間。
1. 鳥養弥兵衛（1892年5月 - 1904年4月[6]） - 初代村長[7]
2. 榎木勇次郎（1904年5月 - 1913年5月[6]）
3. 斎藤丑之進（1913年5月 - 1914年7月[6]） - 「多摩川沿岸新堤塘設置の件願書」（1913年）[8]
4. 大森多門（1914年7月 - 1918年2月[6]）
  - 小島晋渕 - アミガサ事件（1914年9月16日）時の村長代理、「多摩川築堤期成同盟会」副会長[9]
5. 原八郎兵衛（1918年11月 - 1919年2月[6]）
6. 鳥養仁一（1919年3月 - 1922年8月[6]）
7. 矢島七蔵（1922年9月 - 1924年7月1日[6]） - 最後の村長

## 地域
大字の一覧である。10ヶ大字が存在した。
- 南河原（みなみがわら）[10]
  - 甲居村耕地（こういむらこうち）
  - 乙居村耕地（おついむらこうち）
  - 堤外北耕地（ていがいきたこうち）
  - 丁居村耕地（ていいむらこうち）
  - 戊大宮耕地（ぼおおみやこうち）
  - 砂子下耕地（いさごしたこうち）
  - 庚大宮耕地（こうおおみやこうち）
  - 辛荻場耕地（しんおぎばこうち）
  - 壬荻場耕地（じんおぎばこうち）
  - 癸居村耕地（きいむらこうち）
- 戸手（とて）
  - 癸離河原耕地（きはなれがわらこうち）
  - 下河原耕地（しもがわらこうち）
  - 遠藤耕地（えんどうこうち）
  - 紺屋橋耕地（こんやばしこうち）
  - 西中耕地（にしなかこうち）
  - 矢場（やば）
- 古川（ふるかわ）
  - 沙原（さはら）
  - 鶴見田（つるみだ）
- 塚越（つかこし）
  - 袋（ふくろ）
- 下平間（しもひらま）
  - 池渕耕地（いけぶちこうち）
  - 稲荷耕地（いなりこうち）
  - 宮前耕地（みやまえこうち）
- 小向（こむかい）
  - 宮前耕地（みやまえこうち）
  - 中原耕地（なかはらこうち）
  - 荒久耕地（あらくこうち）
  - 居村耕地（いむらこうち）
- 古市場（ふるいちば）
  - 上台耕地（かみだいこうち）
  - 下河原耕地（しもがわらこうち）
  - 下耕地（しもこうち）
- 上平間（かみひらま）
  - 古下河原（こしもがわら）
  - 玉川渕（たまがわぶち）
  - 四谷前（よつやまえ）
  - 池淵（いけぶち）
  - 北村（きたむら）
  - 伊勢浦（いせうら）
  - 伊勢前（いせまえ）
  - 天神台（てんじんだい）
- 中丸子（なかまるこ）
  - 西村（にしむら）
  - 上河原（うえがわら）
  - 下タ河原（したがわら）
  - 中町（なかまち）
  - 新宿耕地（しんしゅくこうち）
  - 南田（みなみだ）
  - 川向（かわむかい）
  - 塚田（つかだ）
- 下沼部（しもぬまべ）
  - 玉川向（たまがわむかい）

## 経済・産業

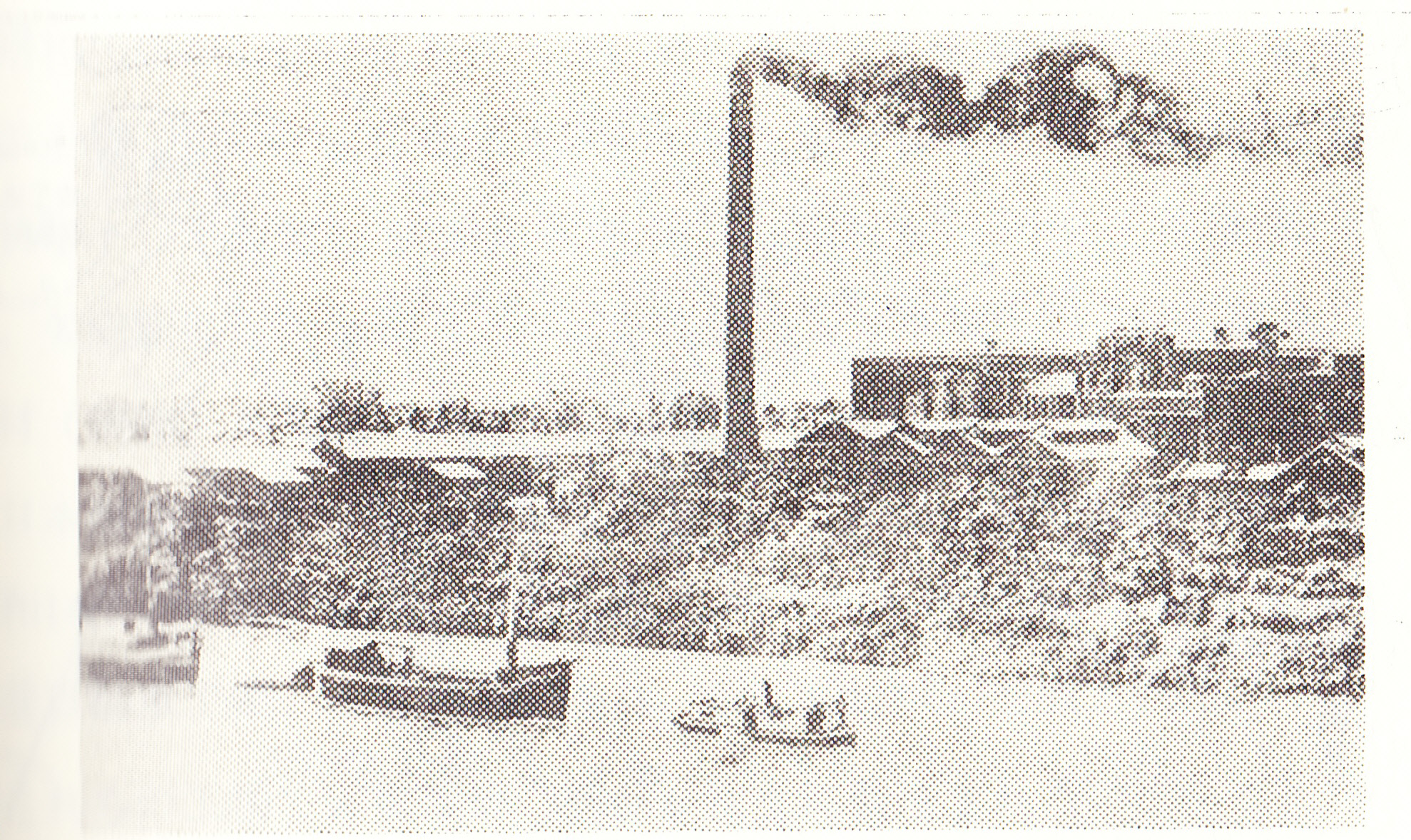
明治製糖川崎工場（1912年）。

### 第二次産業
工場
- 横浜煉瓦製造所（御幸煉瓦工場） - 同村大字戸手（現在の戸手4丁目12番付近）。合併前の戸手村に1888年（明治21年）に開業した神奈川県最大のレンガ工場であった[11][12]。1898年（明治31年）、増山周三郎が経営を継承、御幸煉瓦製造場と名称変更。現存せず。
- 横浜精糖川崎工場 - 同村大字南河原（現在の堀川町580番地）。1907年（明治40年）に開業[11]。1912年（明治45年） 1月合併して明治製糖川崎工場[2]、取り壊されて現存せず、1995年（平成7年）から現在のソリッドスクエア。
- 東京電気川崎工場 - 同村大字南河原（現在の堀川町72番地）。1908年（明治41年）に開業[11]。1913年（大正2年）には本社を同地に移転[2]、1939年（昭和14年）に合併により東京芝浦電気（現在の東芝）となり、2000年（平成12年）に閉鎖、取り壊されて現存せず、2006年（平成18年）から現在のラゾーナ川崎（ラゾーナ川崎プラザ）。
- 日東製鋼川崎工場 - 同村大字南河原（現在の河原町1番地）。1915年（大正4年）に開業[11]、同年12月に東京製綱が買収、東京製綱川崎工場となる。取り壊されて現存せず、1972年（昭和47年）から現在の河原町団地。

本社
- 南武鉄道株式会社 - 同村会議員秋元喜四郎らが多摩川砂利鉄道株式会社を発足して鉄道敷設免許を申請、1920年（大正9年）3月1日社名を変更、東京市麹町区内幸町（現在の東京都千代田区内幸町）に本社を置いたが、同村合併直前の1924年6月に同村に本社を移転した。開通は同村廃止後の1927年（昭和2年）3月9日、現在の南武線の国有化前の経営会社である。
- 東京電気株式会社 - 1913年（大正2年）に東京市から大字南河原の工場所在地に移転。

### 第三次産業
映画館
- 御幸館 - 同村大字南河原（現在の中幸町4丁目付近か）。大正年間に開業、のちの御幸映画劇場、現存せず。

## 教育
旧制尋常小学校
- 御幸村立尋常高等御幸小学校 - 1871年（明治4年）、妙光寺に開かれた小向塾が前身、同村成立時に橘樹郡御幸村村立御幸小学校となる[13]。所在地は大字戸手694番地[2]（現在の幸区遠藤町1番地）、現在の川崎市立御幸小学校。
- 御幸村立玉川尋常小学校 - 1904年（明治37年）3月27日、旧・中丸子小学校より分離、御幸村尋常小学校として創立する[14]。所在地は大字上平間字北谷33番地[2]（現在の中原区北谷町32番地）、現在の川崎市立玉川小学校。

旧制中学校
- 御幸村立実業補習学校 - 1918年（大正7年）4月創立、現在の川崎市立幸高等学校[15]。

## 医療・衛生
橘樹郡医師会に加盟する同村内の医師の一覧である（1914年時点）。
- 岩村得安（大字上平間）
- 岩村安重（大字上平間）

浄水場
- 戸手浄水場 - 1921年（大正10年）完成（1968年閉鎖）、現在の幸区役所・幸文化センター（幸区戸手本町1丁目12番2号）

## 交通

### 鉄道路線
なし。
合併による同村の成立に2年先立つ1872年（明治5年）旧暦5月7日、のちの同村域に隣接する川崎村を通過する品川駅 - 横浜駅（現在の桜木町駅）間の鉄道が開通、旧暦同年6月5日に川崎駅が営業を開始したが、同駅は当時の村域外であった。1914年（大正3年）12月20日に京浜線（現在の京浜東北線）が開通するが、これも同様である。
1920年（大正9年）3月1日に設立された南武鉄道（現在の南武線）の川崎 - 登戸間が開通するのは、同村が川崎市へ合併した3年後の1927年（昭和2年）3月9日である。開業と同時に、尻手停留場（現在の尻手駅）、平間停留場（現在の平間駅）、村域外の矢向駅からの短い貨物支線の終点川崎河岸駅（1972年5月25日廃止）の3駅が旧村域に開業した。鹿島田停留場（現在の鹿島田駅）も当時の村域外であった。

### 道路
- 府中街道 - 現在の国道409号
- 大師道 - 同上
- 溝口道 - 現在は「小向東芝町」交差点を経由して「下平間住宅前」交差点で上記と合流

### 渡し船
- 矢口渡船場 - 古市場の天満天神社（幸区東古市場）の先に位置した
- 小向渡船場 - 現在の川崎競馬練習場（幸区小向）の南に位置した[18]

## 名所・旧跡
- 小向梅林 - 寛文年間（1661年 - 1673年）に植林されたもの[19]、現在の御幸公園（幸区東古市場1番地）
- 女躰神社 - 南河原村社[2]、現存（幸区幸町1丁目944番地）
- 御嶽神社 - 塚越村社[2]、現存（幸区塚越1丁目64番地）
- 神明神社 - 戸手村社[2]、現存（幸区戸手本町2丁目395番地）
- 八幡神社 - 小向村社[2]、「小向の獅子舞」、現存（幸区小向西町3丁目28番地）
- 天神社 - 下平間村社[2]、下平間天満天神社、現存（幸区下平間51番地）
- 天神社 - 古市場村社[2]、天満天神社、現存（幸区東古市場84番地）
- 八幡神社 - 上平間村社[2]、上平間八幡大神、現存（中原区上平間299番地）
- 神明神社 - 中丸子村社[2]、中丸子神明神社、現存（中原区中丸子492番地）
- 延命寺 - 大字南河原[2]、現存（幸区都町4番地2号）
- 円真寺 - 大字南河原[2]、現存（幸区幸町3丁目711番地）
- 妙光寺 - 現存（幸区小向20番地1号）
- 称名寺 - 大字下平間、現存（幸区幸区下平間183番地）
- 軽部五兵衛屋敷跡 - 大石内蔵助（1659年 - 1703年）が滞在（1702年の旧暦10月26日 - 11月5日）、称名寺正面にかつて存在したが同村成立の時代（1914年）には同家すでに零落し跡のみが残る[2][20]

## 現在の町名
川崎市幸区
- 旧塚越村：塚越、新塚越
- 旧古川村：古川町
- 旧戸手村：戸手本町、神明町、河原町、紺屋町、遠藤町、戸手
- 旧小向村：小向、小向町、小向西町、小向東芝町、小向仲野町、東古市場（一部）
- 旧下平間村：下平間
- 旧南河原村 （一部）：幸町、中幸町、南幸町、都町、柳町、大宮町、堀川町
- 旧東京府荏原郡古市場村：古市場、東古市場（一部）

川崎市中原区
- 旧上平間村：上平間、北谷町、田尻町
- 旧中丸子村：中丸子
- 旧東京府荏原郡下沼部村：下沼部

川崎市川崎区
- 旧南河原村（一部）：駅前本町（一部）

## 脚註
1. ↑  辞彙[1917], p.1270.
2. 1 2 3 4 5 6 7 8 9 10 11 12 13 14 15 16 17 18  橘樹郡[1914], 御幸村の章、p.1-8.
3. ↑  橘樹郡[1914], p.40.
4. 1 2  川崎市[1969], p.49.
5. ↑  神奈川文学年表 明治11年-20年、神奈川近代文学館、2015年9月7日閲覧。
6. 1 2 3 4 5 6 7 8  橘樹郡[1923], p.86-89.
7. ↑  姓氏[1993], p.127.
8. ↑  川崎市[1969], p.283.
9. ↑  多摩川、公益財団法人東急財団、2014年9月付、2015年9月7日閲覧。
10. ↑  川崎町と南河原村の字名、川崎市、2013年3月付、2015年9月7日閲覧。
11. 1 2 3 4  年表、かわさき産業ミュージアム、川崎市、2013年4月7日閲覧。
12. ↑  工都川崎前夜 - 東海道川崎宿から工都川崎へ、川崎市、2013年4月7日閲覧。
13. ↑  沿革、川崎市立御幸小学校、2010年8月29日閲覧。
14. ↑  学校概要、川崎市立玉川小学校、2010年8月29日閲覧。
15. ↑  商業高校の歴史、川崎市立商業高等学校、2010年8月29日閲覧。
16. ↑  橘樹郡[1914], p.109.
17. ↑  国鉄[1969], p.94.
18. ↑  小向村、歴史的農業環境閲覧システム、1881年作成地図、2015年9月8日閲覧。
19. ↑  岡野[1895], p.17-18.
20. ↑  稱名寺の歴史、稱名寺、2015年9月8日閲覧。